# Lissèzoun
Lissèzoun è un arrondissement del Benin situato nella città di Bohicon (dipartimento di Zou) con 4.290 abitanti (dato 2006).